# Arena smelych
Arena smelych (Арена смелых) è un film del 1953 diretto da Sergej Gurov e Jurij Nikolaevič Ozerov.